# Festival di Sanremo 2000
Il cinquantesimo Festival di Sanremo si svolse al teatro Ariston di Sanremo dal 21 al 26 febbraio 2000 con la conduzione, per la seconda volta consecutiva, di Fabio Fazio, affiancato dal tenore Luciano Pavarotti, da Teo Teocoli e dalla modella e attrice spagnola Inés Sastre.
Per la conduzione era stato inizialmente indicato Amadeus; ma, visti i dubbi sollevati dai vertici Rai sull'affidare una manifestazione così importante a un presentatore all'epoca giudicato ancora poco esperto, lo scarso feeling tra il conduttore e il direttore artistico Mario Maffucci e il grande successo dell'edizione precedente, condotta da Fazio, l'allora direttore di rete Agostino Saccà decise alla fine di riaffidare nuovamente a quest'ultimo la conduzione (Amadeus avrebbe poi ricoperto i ruoli di conduttore e direttore artistico della kermesse nelle edizioni dal 2020 al 2024). 
La direzione artistica venne curata da Maffucci, la regia da Paolo Beldì e la scenografia da Armando Nobili, mentre l'orchestra venne diretta dal maestro Gianfranco Lombardi.
L'edizione fu vinta dalla Piccola Orchestra Avion Travel, con il brano Sentimento, per la sezione Campioni e da Jenny B, con il brano Semplice sai, per la sezione Nuove proposte. La classifica finale dei Campioni, che decretò – a sorpresa – la vittoria del gruppo di Peppe Servillo, fu condizionata in maniera determinante dall'operato della giuria di qualità, che optò per premiare maggiormente gli artisti ritenuti più giovani, innovativi e di qualità – similmente, ottennero buoni riscontri in graduatoria anche Samuele Bersani, Carmen Consoli, Max Gazzè e i Subsonica –, in opposizione al gusto delle giurie popolari.
Dall'edizione venne scartato il brano Vamos a bailar (Esta vida nueva) di Paola & Chiara, poi rilevatosi un successo internazionale dell'estate 2000.
A marzo 2025 si posiziona al 19º posto tra le edizioni di Sanremo con il maggior numero di copie certificate secondo i dati FIMI.

## Partecipanti

### Sezione Campioni

La Piccola Orchestra Avion Travel, vincitrice della sezione Campioni con Sentimento.

| Interprete                     | Ultime partecipazioni al Festival |
| ------------------------------ | --------------------------------- |
| Alice                          | 1981                              |
| Carmen Consoli                 | 1997                              |
| Gerardina Trovato              | 1994                              |
| Gianni Morandi                 | 1995                              |
| Gigi D'Alessio                 | Esordiente                        |
| Irene Grandi                   | 1994 (tra le Nuove proposte)      |
| Ivana Spagna                   | 1998                              |
| Marco Masini                   | 1991                              |
| Mariella Nava e Amedeo Minghi  | 1999 e 1996                       |
| Matia Bazar                    | 1993                              |
| Max Gazzè                      | 1999 (tra i Giovani)              |
| Mietta                         | 1993                              |
| Piccola Orchestra Avion Travel | 1998                              |
| Samuele Bersani                | Esordiente                        |
| Subsonica                      | Esordienti                        |
| Umberto Tozzi                  | 1991                              |

### Sezione Nuove Proposte
| Interprete                        | Ultime partecipazioni al Festival |
| --------------------------------- | --------------------------------- |
| Andrea Mazzacavallo               | Esordiente                        |
| Andrea Mirò                       | 1987                              |
| Alessio Bonomo                    | Esordiente                        |
| B.A.U                             | Esordiente                        |
| Claudio Fiori                     | Esordiente                        |
| Davide De Marinis                 | Esordiente                        |
| Erredieffe                        | Esordiente                        |
| Enrico Sognato                    | Esordiente                        |
| Fabrizio Moro                     | Esordiente                        |
| Joe Barbieri                      | 1994                              |
| Jenny B                           | Esordiente                        |
| Luna                              | Esordiente                        |
| Lythium                           | Esordiente                        |
| Laura Falcinelli                  | Esordiente                        |
| Moltheni                          | Esordiente                        |
| Marjorie Biondo                   | Esordiente                        |
| Padre Alfonso Maria Parente       | Esordiente                        |
| Tiromancino e Riccardo Sinigallia | Esordiente                        |

## Classifica finale

### Sezione Campioni
| Posizione | Interprete                     | Canzone                     | Autori                                                                           |
| --------- | ------------------------------ | --------------------------- | -------------------------------------------------------------------------------- |
| 1º        | Piccola Orchestra Avion Travel | Sentimento                  | D. Ciaramella, G. D'Argenzio, F. Mesolella, F. Spinetti, M. Tronco e G. Servillo |
| 2º        | Irene Grandi                   | La tua ragazza sempre       | V. Rossi e G. Curreri                                                            |
| 3º        | Gianni Morandi                 | Innamorato                  | E. Ramazzotti, C. Guidetti e A. Cogliati                                         |
| 4º        | Max Gazzè                      | Il timido ubriaco           | M. Gazzè e F. Gazzè                                                              |
| 5º        | Samuele Bersani                | Replay                      | S. Bersani e G. D'Onghia                                                         |
| 6º        | Gerardina Trovato              | Gechi e vampiri             | G. Trovato e T. Sinatra                                                          |
| 7º        | Carmen Consoli                 | In bianco e nero            | C. Consoli                                                                       |
| 8º        | Matia Bazar                    | Brivido caldo               | G. Golzi e P. Cassano                                                            |
| 9º        | Alice                          | Il giorno dell'indipendenza | J. Camisasca                                                                     |
| 10º       | Gigi D'Alessio                 | Non dirgli mai              | V. D'Agostino e L. D'Alessio                                                     |
| 11º       | Subsonica                      | Tutti i miei sbagli         | M. Casacci, D. Dileo e S. U. Romano                                              |
| 12º       | Ivana Spagna                   | Con il tuo nome             | I. Spagna, C. Tarantola e G. Spagna                                              |
| 13º       | Mietta                         | Fare l'amore                | P. Panella, G. Mango e A. Mango                                                  |
| 14º       | Mariella Nava e Amedeo Minghi  | Futuro come te              | M. G. Nava e A. Minghi                                                           |
| 15º       | Marco Masini                   | Raccontami di te            | M. Masini e G. Dati                                                              |
| 16º       | Umberto Tozzi                  | Un'altra vita               | U. Tozzi                                                                         |

### Sezione Nuove Proposte
| Posizione | Interprete                        | Canzone                | Autori                                         |
| --------- | --------------------------------- | ---------------------- | ---------------------------------------------- |
| 1º        | Jenny B                           | Semplice sai           | F. Minoia e G. Bersola                         |
| 2º        | Tiromancino e Riccardo Sinigallia | Strade                 | F. Zampaglione, F. Zampaglione e R. Sinigallia |
| 3º        | Luna                              | Cronaca                | C. Mattone                                     |
| 4º        | Andrea Mirò                       | La canzone del perdono | E. Ruggeri e R. Mogliotti                      |
| 5º        | Davide De Marinis                 | Chiedi quello che vuoi | D. De Marinis, C. Farolfi e D. Bosio           |
| 6º        | Padre Alfonso Maria Parente       | Che giorno sarà        | A. Parente                                     |
| 7º        | Lythium                           | Noël                   | S. Piro                                        |
| 8º        | Enrico Sognato                    | E io ci penso ancora   | E. Sognato                                     |
| 9º        | Marjorie Biondo                   | Le margherite          | M. Biondo e M. Fiorilla                        |
| 10º       | Erredieffe                        | Ognuno per sé          | P. Calabrese                                   |
| 11º       | Claudio Fiori                     | Fai la tua vita        | C. Fiori, M. Falagiani e G. Bigazzi            |
| 12º       | B.A.U.                            | Ogni ora               | C. Ciampoli                                    |
| 13º       | Fabrizio Moro                     | Un giorno senza fine   | F. Mobrici                                     |
| 14º       | Joe Barbieri                      | Non ci piove           | G. Barbieri                                    |
| 15º       | Alessio Bonomo                    | La croce               | A. Bonomo                                      |
| 16º       | Laura Falcinelli                  | Uomo davvero           | E. Monti e P. M. Benedetti                     |
| 17º       | Moltheni                          | Nutriente              | U. Giardini                                    |
| 18º       | Andrea Mazzacavallo               | Nord-est               | A. Pozzan                                      |

## Regolamento
Una interpretazione per brano.
- 1ª serata: 16 Campioni
- 2ª serata: 8 Campioni + 9 Giovani
- 3ª serata: 8 Campioni + 9 Giovani
- 4ª serata: 18 Giovani (proclamazione vincitore)
- 5ª serata: 16 Campioni (proclamazione vincitore).

## Ospiti
Questi gli ospiti che si sono esibiti nel corso delle cinque serate di questa edizione del Festival di Sanremo:
- 17 Again - Eurythmics
- Busindre Reel - Hevia
- Where I'm Headed - Lene Marlin
- L'ombelico del mondo e Cancella il debito - Jovanotti
- Cartoon Heroes - Aqua
- Go Let It Out - Oasis
- Whatever You Need - Tina Turner
- 4/3/1943 e Là - Lucio Dalla
- She's the One - Robbie Williams
- Beautiful That Way - Noa
- Mesečina - Goran Bregović
- Che tesoro che sei e Su questa nave chiamata musica - Antonello Venditti
- Be with You - Enrique Iglesias
- My Hope Is in You - Youssou N'Dour
- Il pescatore e Oh che sarà - Fiorella Mannoia
- The Ground Beneath Her Feet e All I Want Is You - Bono e The Edge
- Desert Rose - Sting e Cheb Mami
- Sex Bomb - Tom Jones

## Orchestra
L'orchestra, composta da musicisti della Rai, è stata diretta dal maestro Gianfranco Lombardi. Le canzoni dei cantanti in gara sono state dirette da:
- Antonio Annona per Gigi D'Alessio
- Paolo Buonvino per Carmen Consoli
- Federico Capranica per Enrico Sognato
- Vittorio Cosma per Andrea Mirò
- Marcello De Toffoli per Umberto Tozzi e Moltheni
- Angelo Di Martino per Laura Falcinelli, Padre Alfonso Maria Parente e Joe Barbieri
- Beppe D'Onghia per Samuele Bersani
- Marco Falagiani per Claudio Fiori
- Frank Minoia per Jenny B
- Danilo Minotti per Davide De Marinis
- Margherita Graczyk per Gerardina Trovato
- Fabio Gurian per Subsonica
- Mario Natale per Lythium
- Goffredo Orlandi per Marco Masini e Matia Bazar
- Rocco Petruzzi per Mietta
- Roberto Rossi per Fabrizio Moro
- Alberto Tafuri per Alice
- Celso Valli per Gianni Morandi, Ivana Spagna e Irene Grandi
- Peppe Vessicchio per la Piccola Orchestra Avion Travel, Max Gazzè, Luna, Tiromancino e Riccardo Sinigallia, Alessio Bonomo, Erredieffe, Bau, Andrea Mazzacavallo e Marjorie Biondo
- Mario Zannini Quirini per Amedeo Minghi e Mariella Nava

## Premi
- Premio della Critica Mia Martini sezione Campioni: Samuele Bersani con Replay
- Premio della Critica Mia Martini sezione Nuove Proposte: Jenny B con Semplice sai e Lythium con Noël
- Premio Volare al miglior testo: Claudio Mattone per Cronaca
- Premio Volare alla migliore musica: Francesco Gazzè per Il timido ubriaco
- Premio Volare per il miglior arrangiamento: Peppe Vessicchio per Il timido ubriaco
- Premio alla carriera: Tony Renis

## Sigla
- Luciano Pavarotti - Nessun dorma

## Giuria di qualità
- Mike Bongiorno (presidente)
- Dario Argento
- Carlo Alberto Rossi
- Goran Bregović
- Roberta Torre
- Alessio Vlad
- Paola Maugeri
- Mario Pezzolla
- Roberto Cotroneo
- Luca De Gennaro

## DopoFestival - Sanremo Notte
Il Dopofestival fu condotto da Alessia Marcuzzi e Fabio Fazio con i Fichi d'India e la partecipazione di Teo Teocoli.

## Ascolti
Risultati di ascolto delle varie serate, secondo rilevazioni Auditel.
| Serata             | Messa in onda      | I parte            | I parte            | II parte           | II parte           | Media ponderata | Media ponderata |
| Serata             | Messa in onda      | Telespettatori     | Share              | Telespettatori     | Share              | Telespettatori  | Share           |
| ------------------ | ------------------ | ------------------ | ------------------ | ------------------ | ------------------ | --------------- | --------------- |
| I                  | 21 febbraio 2000   | 17 551 000         | 56,45%             | 12 527 000         | 59,39%             | 15 907 000      | 57,18%          |
| II                 | 22 febbraio 2000   | 14 595 000         | 49,51%             | 10 113 000         | 59,34%             | 13 171 000      | 51,60%          |
| III                | 24 febbraio 2000   | 13 066 000         | 45,37%             | 9 182 000          | 54,91%             | 11 888 000      | 47,30%          |
| IV                 | 25 febbraio 2000   | 12 957 000         | 46,63%             | 9 932 000          | 58,02%             | 11 786 000      | 49,82%          |
| Finale             | 26 febbraio 2000   | 16 208 000         | 62,48%             | 13 079 000         | 75,07%             | 15 223 000      | 65,47%          |
| Media delle serate | Media delle serate | Media delle serate | Media delle serate | Media delle serate | Media delle serate | 13 595 000      | 54,27%          |

Il 23 febbraio il festival non andò in onda per lasciare spazio alla partita amichevole di calcio Italia - Svezia.

## Piazzamenti in classifica dei singoli
| Artista                        | Singolo                | Italia(Massima posizione raggiunta) |
| ------------------------------ | ---------------------- | ----------------------------------- |
| Irene Grandi                   | La tua ragazza sempre  | 4                                   |
| Subsonica                      | Tutti i miei sbagli    | 8                                   |
| Piccola Orchestra Avion Travel | Sentimento             | 9                                   |
| Carmen Consoli                 | In bianco e nero       | 10                                  |
| Max Gazzè                      | Il timido ubriaco      | 13                                  |
| Gerardina Trovato              | Gechi e vampiri        | 14                                  |
| Mietta                         | Fare l'amore           | 15                                  |
| Samuele Bersani                | Replay                 | 18                                  |
| Matia Bazar                    | Brivido caldo          | 25                                  |
| Davide De Marinis              | Chiedi quello che vuoi | 28                                  |
| Jenny B                        | Semplice sai           | 30                                  |
| Ivana Spagna                   | Con il tuo nome        | 46                                  |

## Piazzamenti in classifica degli album
| Artista                        | Album                       | Italia(Massima posizione raggiunta) | Italia (Certificazioni vendite FIMI) |
| ------------------------------ | --------------------------- | ----------------------------------- | ------------------------------------ |
| Carmen Consoli                 | Stato di necessità          | 6                                   | Diamante (500.000+)                  |
| Gigi d'Alessio                 | Quando la mia vita cambierà | 4                                   | 4× platino (400.000+)                |
| Irene Grandi                   | Verde rosso e blu           | 7                                   | 2× platino (200.000+)                |
| Mietta                         | Tutto o niente              | 18                                  | Platino (100.000+)                   |
| Subsonica                      | Microchip emozionale        | 19                                  | Platino (100.000+)                   |
| Piccola Orchestra Avion Travel | Selezione 1999-2000         | 15                                  | Oro (50.000+)                        |
| Max Gazzè                      | Max Gazzè                   | 11                                  | -                                    |
| Gianni Morandi                 | Come fa bene l'amore        | 14                                  | -                                    |
| Marco Masini                   | Raccontami di te            | 15                                  | -                                    |
| Samuele Bersani                | L'oroscopo speciale         | 16                                  | -                                    |

## Compilation
- Sanremo 2000 (EMI)
- Sanremo 2000 (Warner)

## Organizzazione
L'organizzazione fu curata dalla Rai.